# Drapperia
Per drapperia, termine anglosassone, si intende l'insieme dei tessuti necessari per fabbricare vestito da uomo e gli altri oggetti d'abbigliamento. L'insieme dei tessuti del mondo femminile viene definito con il termine laneria.
I maestri nella produzione di tessuti altamente qualitativi, di antiche tradizioni (fin dal Seicento), sono gli inglesi con le varie tipologie di tweed, di thornproof e di altre stoffe. In questo modo gli stessi inglesi soppiantarono la concorrenza degli olandesi e di altri mercanti europei.
La capitale mondiale attualmente per la produzione di tessuti drapperia è Biella.